# میریانا بیلیچ
میریانا بیلیچ (به انگلیسی: Mirjana Bilić) ژیمناست زادهٔ ۱۱ مهٔ ۱۹۳۶ میلادی اهل کشور یوگسلاوی است.